# Улица Северный Вал
Улица Северный Вал — улица в исторической части Выборга. Проходит от площади Старой Ратуши до Красноармейской улицы, соединяясь с Рыночной площадью.

## История
Застройка шведского Выборга была впервые упорядочена в 1640 году, когда шведским инженером А. Торстенсоном с помощью землемера А. Стренга был составлен первый регулярный план, согласно которому город разделялся на кварталы правильной геометрической формы прямыми улицами, ширина которых, в основном, была равна 8,5 метров. От крепостных стен Каменного города и Рогатой крепости городские кварталы отделялись проездами, которые впоследствии и получили по этим стенам названия (в частности, улица Южный Вал, улица Юго-Восточный Вал).
Во времена российской власти после взятия Выборга русскими войсками в 1710 году на русских картах использовались названия — улица Севернаго вала, Северный вал, аналогично на шведоязычных — швед. Norra Wall gatan. Но это название закрепилось лишь к концу XIX века: ранее встречались и другие варианты (например, на шведоязычной карте 1839 года указаны две улицы: швед. Stora Wall gatan «улица Большого Вала», швед. Östra Wall gatan «улица Восточного Вала» и площадь швед. Förmans torget между ними).
После введения в 1860-х годах в официальное делопроизводство Великого княжества Финляндского финского языка получили распространение финноязычные карты Выборга с аналогичным финским наименованием улицы Северного вала — фин. Pohjoisvallikatu; в независимой Финляндии, в рамках кампании по устранению названий, связанных с российским периодом истории Выборга, с 1929 года официальным стал финский вариант названия без слова katu («улица»): фин. Pohjoisvalli.
Северный вал представлял собой несколько бастионов (Платформ, Вассерпорт (Вассепорт) и Элеонор (Елеонор), соединённых куртинами, в которых располагались ворота (Абовские и Водяные). На берегу находились причалы с временными деревянными сооружениями Выборгского порта. В 1861 году выборгским губернским землемером Б. О. Нюмальмом был разработан городской план, предусматривавший снос устаревших укреплений Выборгской крепости и формирование сети новых прямых улиц. После разборки укреплений от Северного вала осталась нижняя часть с гранитной облицовкой куртины. На месте верхней части был разбит прогулочный липовый бульвар с гранитными тумбами и чугунными цепями, с которого открывается вид на Выборгский замок. Он начинается от установленной на месте Абовских ворот статуи «Промышленность», символизирующей превращение крепости в крупный промышленный центр после открытия Сайменского канала и Финляндской железной дороги. Так как морские причалы Северной гавани были расширены путём засыпки территории, отвоёванной у Выборгского залива, то линия бывшей крепостной стены оказались в некотором отдалении от берега.
С разборкой крепостной стены перед архитекторами встала задача формирования привлекательного морского фасада средневековых городских кварталов путём застройки Северного вала. В решении этой задачи приняли участие архитекторы Э. Диппель, К. Андерсон и Ф. Теслев, спроектировавшие несколько зданий, оформленных с использованием элементов разных архитектурных стилей Европы с заметным влиянием романтических традиций неоренессансной архитектуры (таких, как дом Векрута, дом Стюнкеля и доходный дом Хакмана). В XX веке их дело завершили видные представители архитектуры северного модерна — зодчие У. Ульберг, К. А. Гюльден и К. Сегерштадт, вписавшие в панораму Выборга Гранитный дворец и Выборгский рынок.
Застройка улицы сильно пострадала в результате советско-финских войн (1939—1944), но восстановлена в послевоенные годы. В период вхождения Выборга в состав Карело-Финской ССР в 1940—1941 годах, когда использовались таблички и вывески на двух языках, фин. Pohjoisvalli по-русски стала именоваться улицей Северный Вал. С 1944 года, после передачи Выборга в состав Ленинградской области, русское название закрепилось в качестве единственного официального.
До 1957 года по улице проходил маршрут Выборгского трамвая.

Первый регулярный план Выборга (1640-е годы)
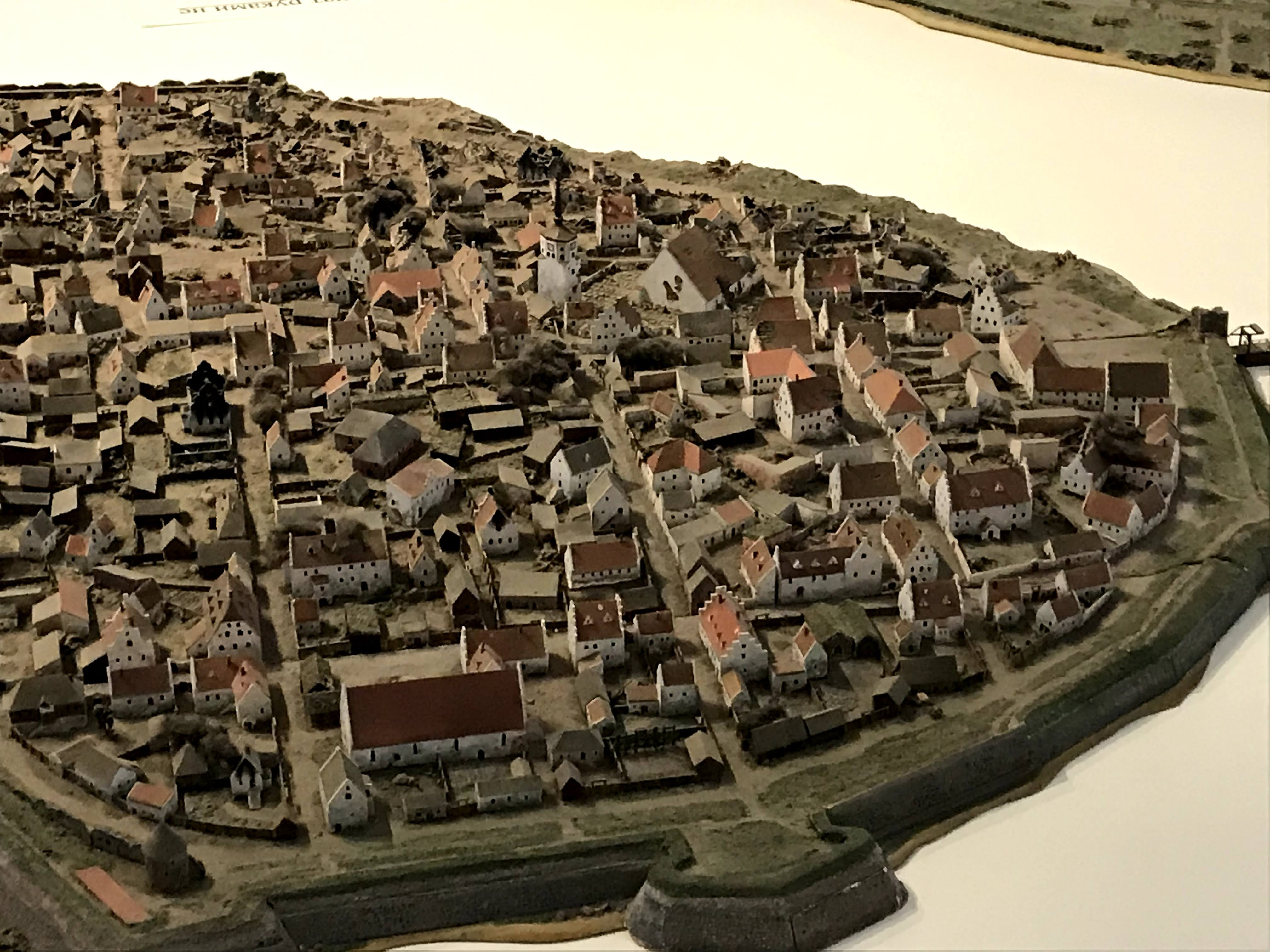
Северный вал с бастионом Вассерпорт на макете
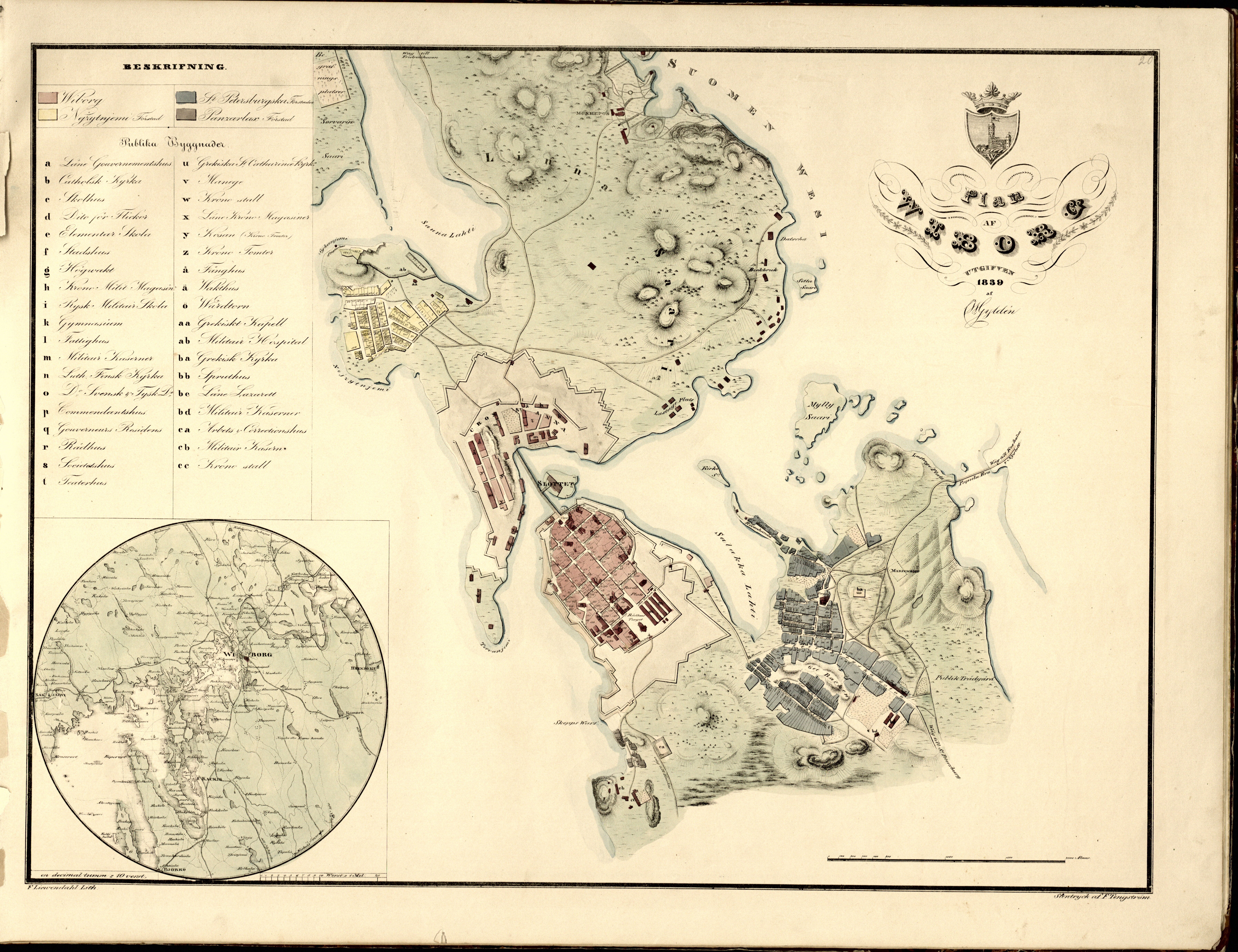
Шведоязычный план Выборга 1839 года
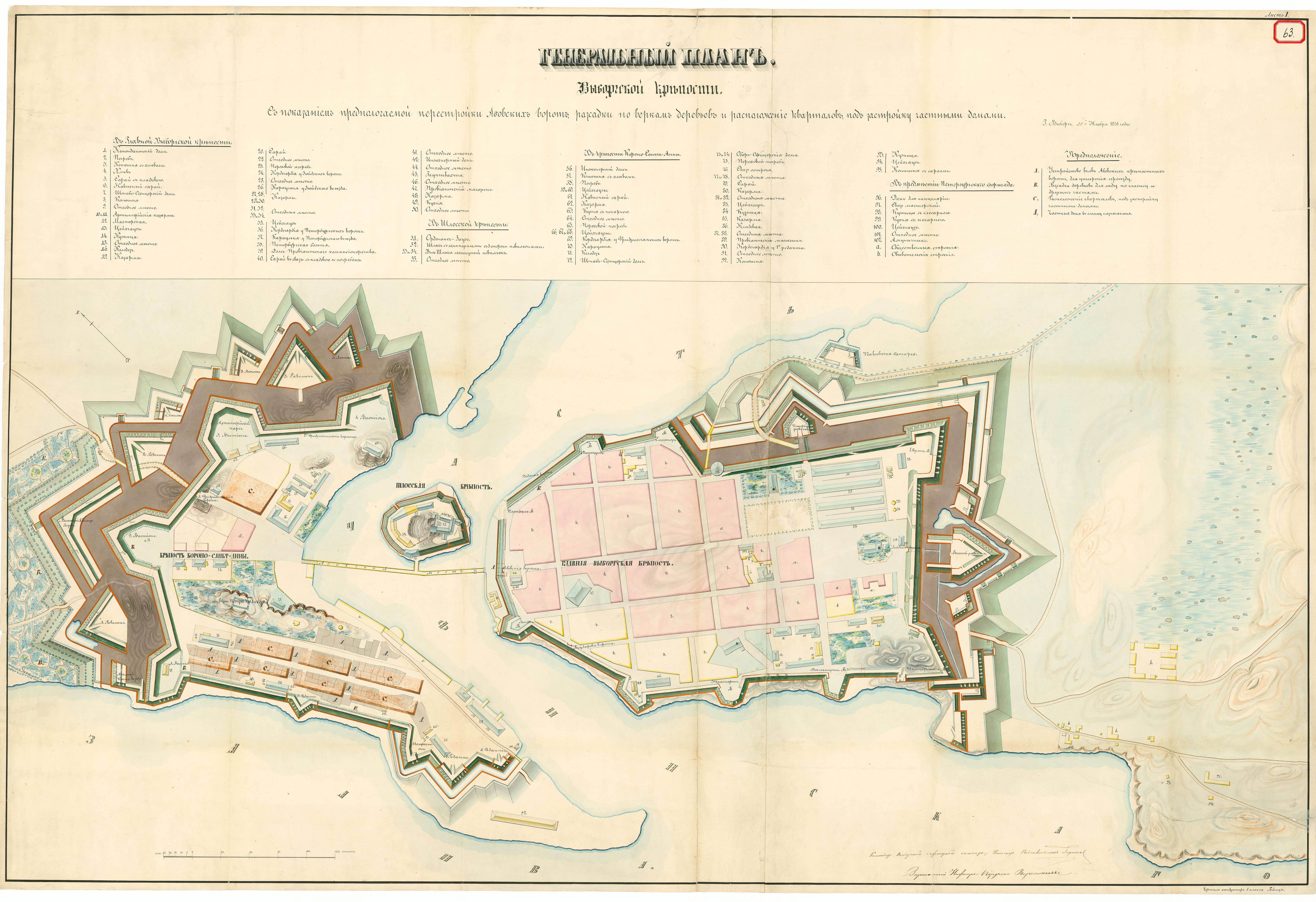
План Выборгской крепости, 1851 год

С 2008 года, после разделения всей территории Выборга на микрорайоны, улица Северный Вал относится к Центральному микрорайону города.
Многие здания, расположенные на улице, внесены в реестр объектов культурного наследия в качестве архитектурных памятников.
В 2004 году на фасаде д. 11 была установлена памятная доска с надписью:

В этом здании в 1945—1998 годах располагался штаб 30-го гвардейского армейского общевойскового Краснознамённого Ленинградского корпуса. Созданный 30 апреля 1943 года как корпус прорыва, он покрыл себя неувядаемой славой в боях при снятии блокады Ленинграда, в Выборгской наступательной операции и при освобождении Прибалтики.
В 2014 году д. 11 сгорел в пожаре, проводятся восстановительные работы.

## Достопримечательности
д. 2 — Выборгский рынок
д. 3 — Дом Векрута
д. 7 — Гранитный дворец
дом Стюнкеля (угловой д. 17 по Подгорной улице) 
д. 11 — Доходный дом Хакмана. Мемориальная доска в честь 30-го гвардейского армейского общевойскового Краснознамённого Ленинградского корпуса
д. 19 — выставочный центр «Artraven»

## Галерея

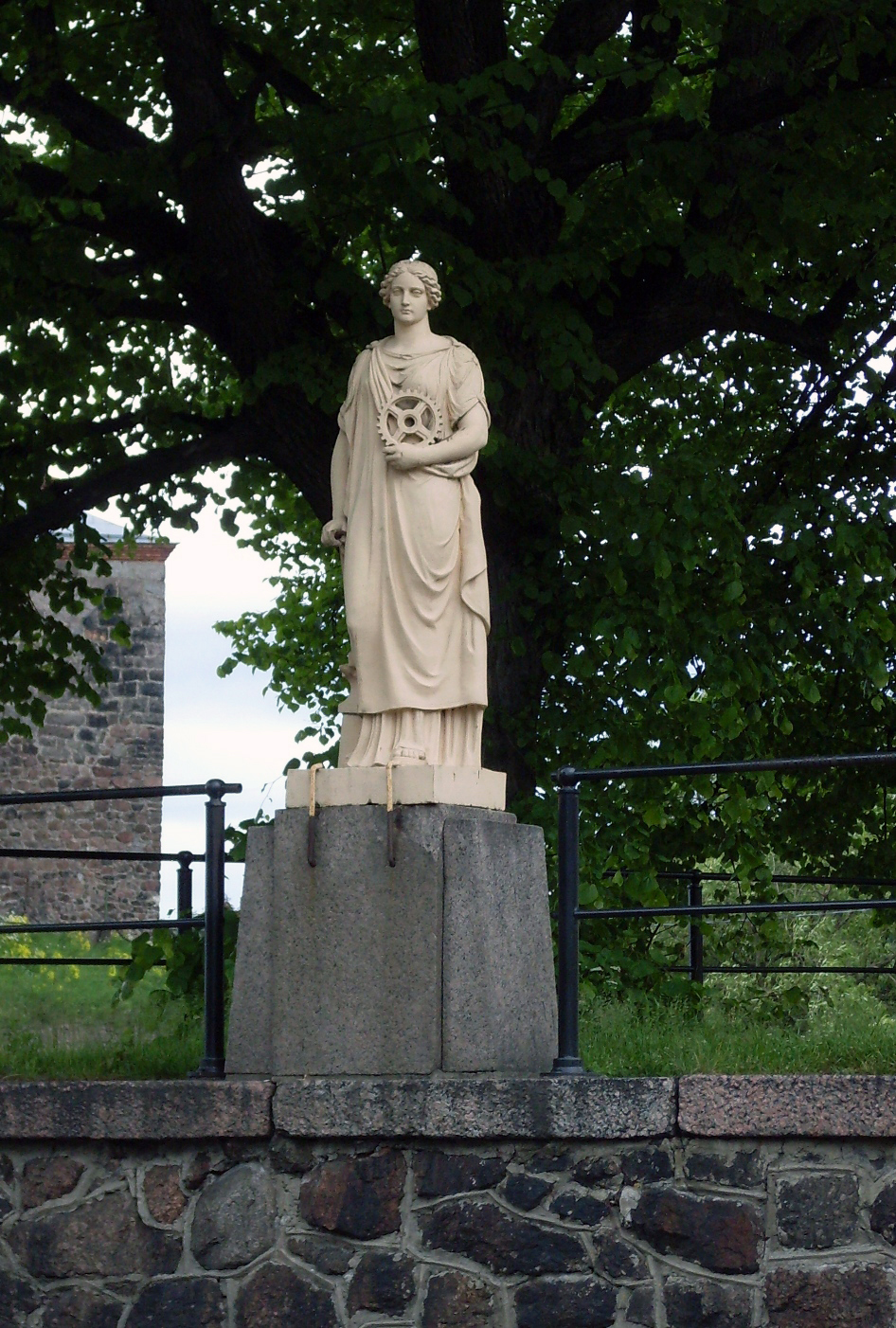
Статуя «Промышленность»
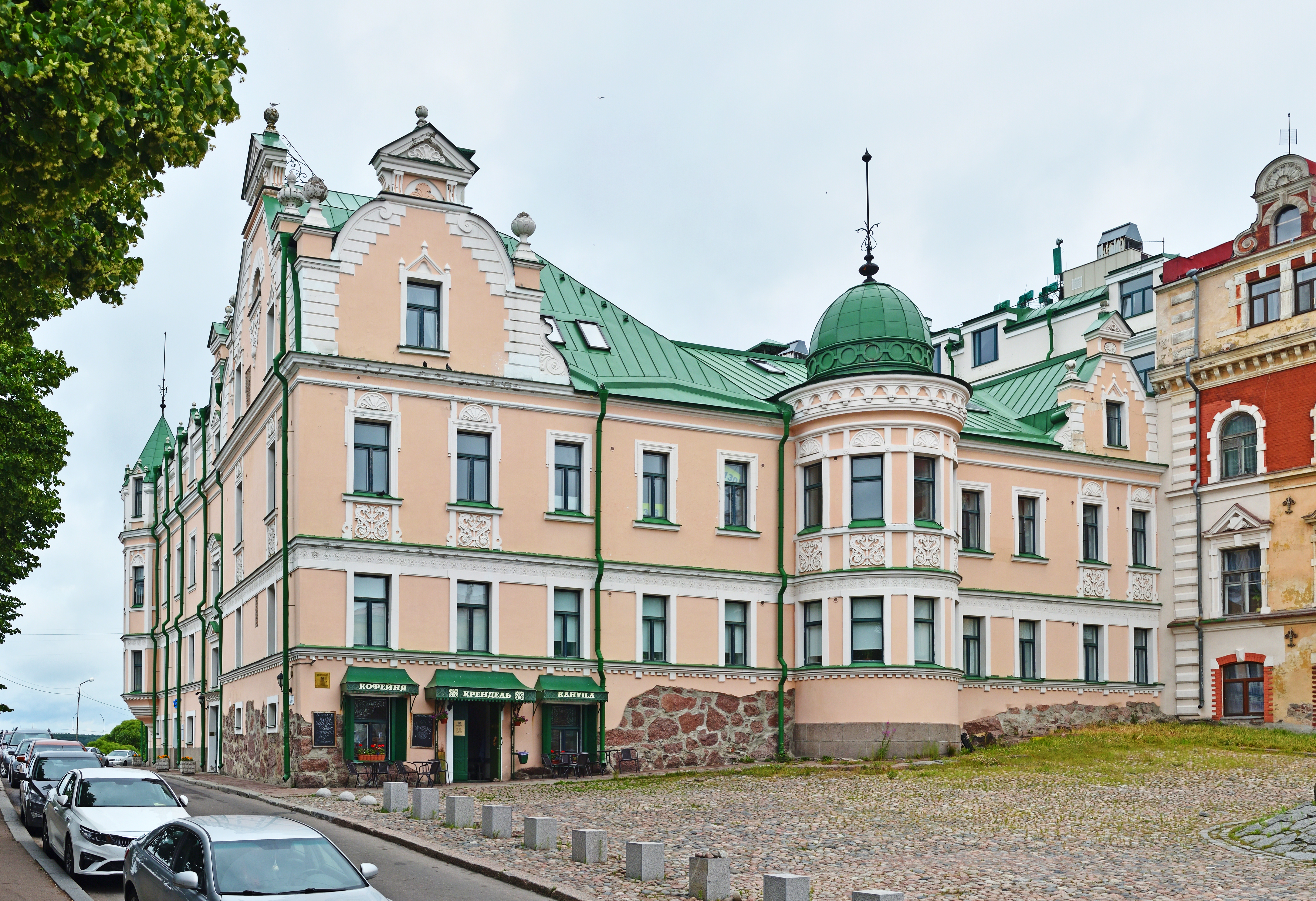
Дом Векрута
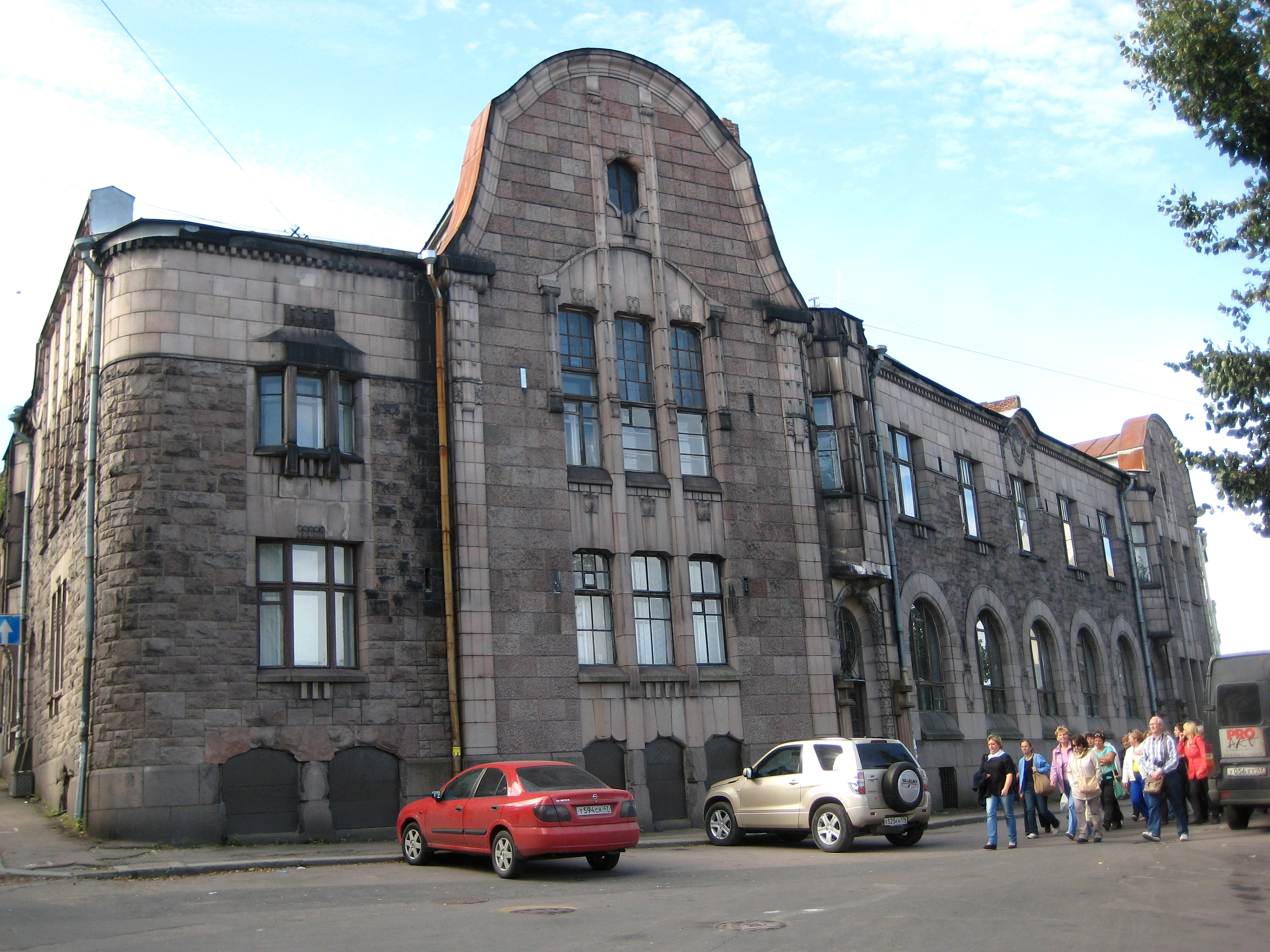
Гранитный дворец
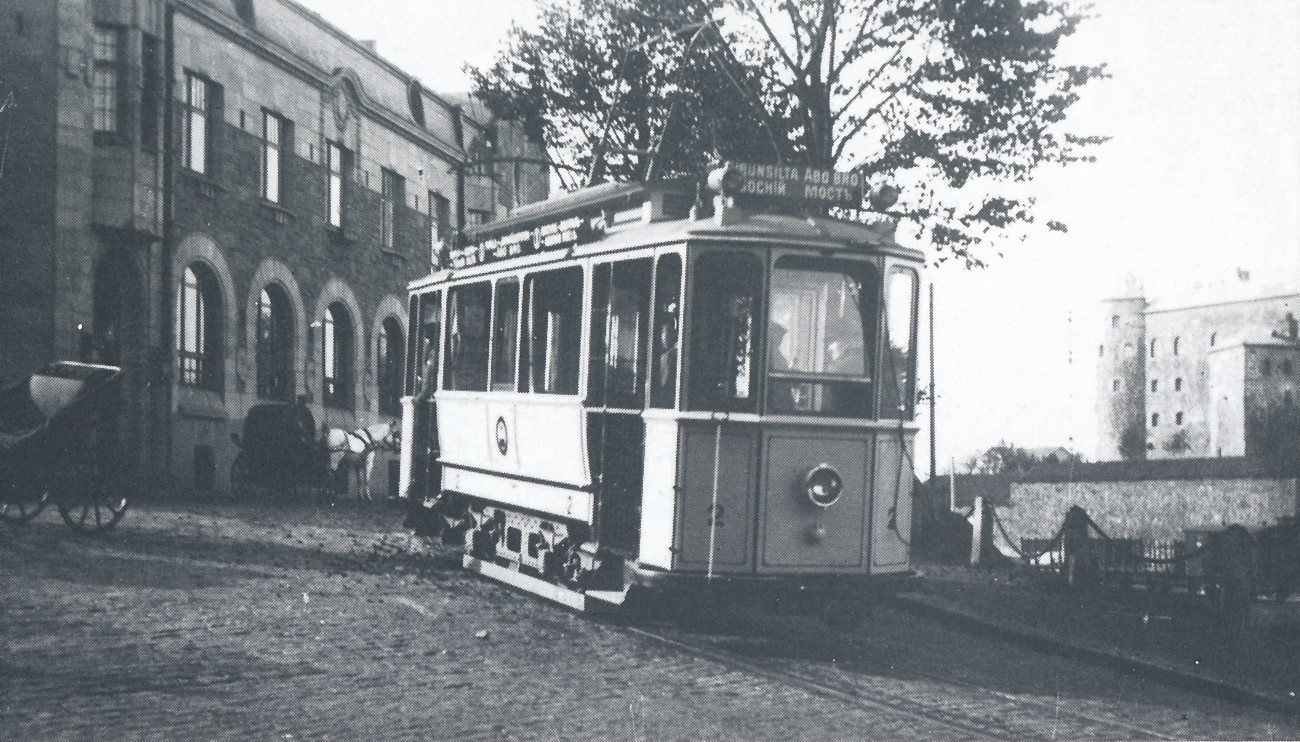
Трамвай на улице Северный Вал. Начало XX века
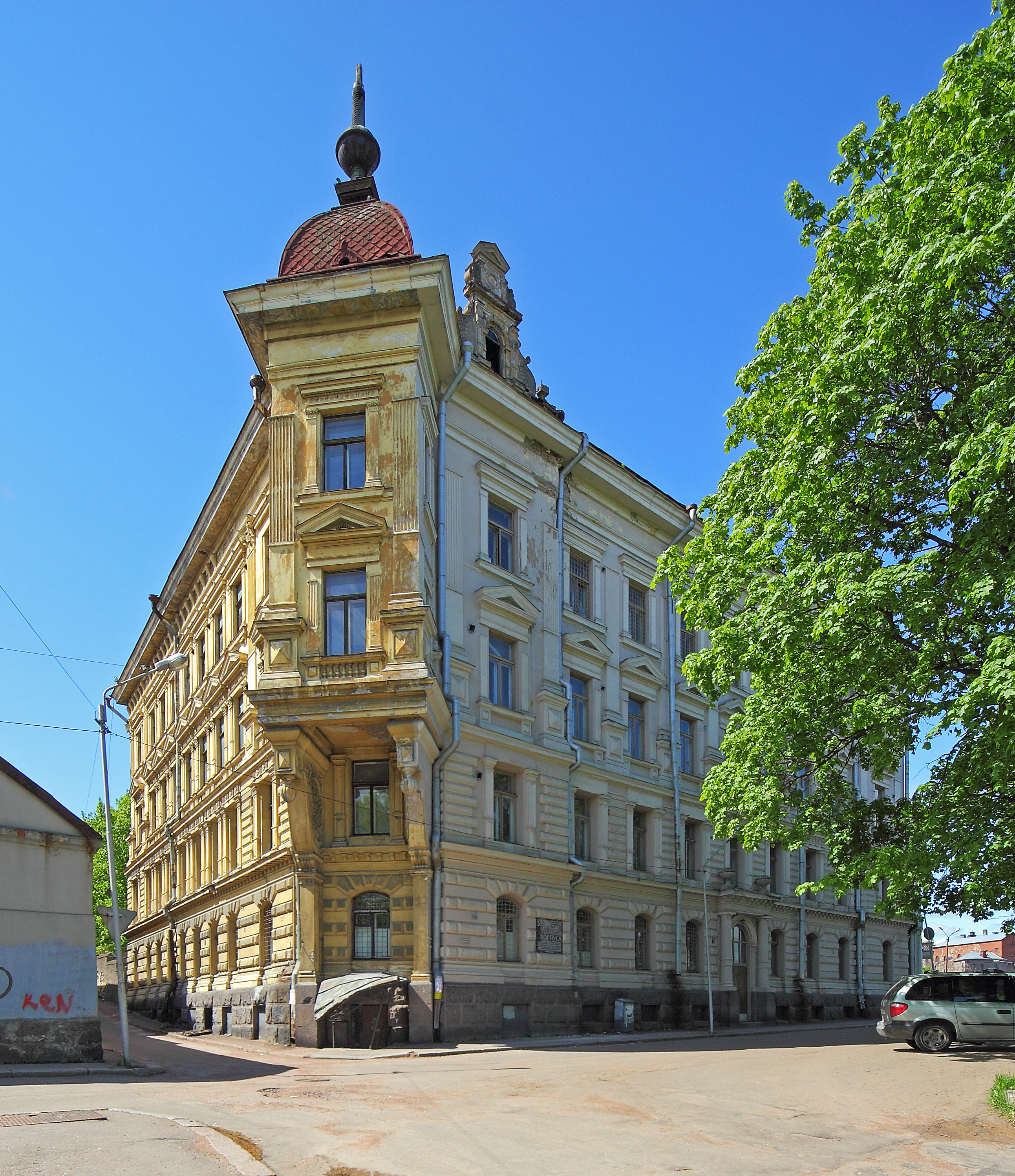
Доходный дом Хакмана
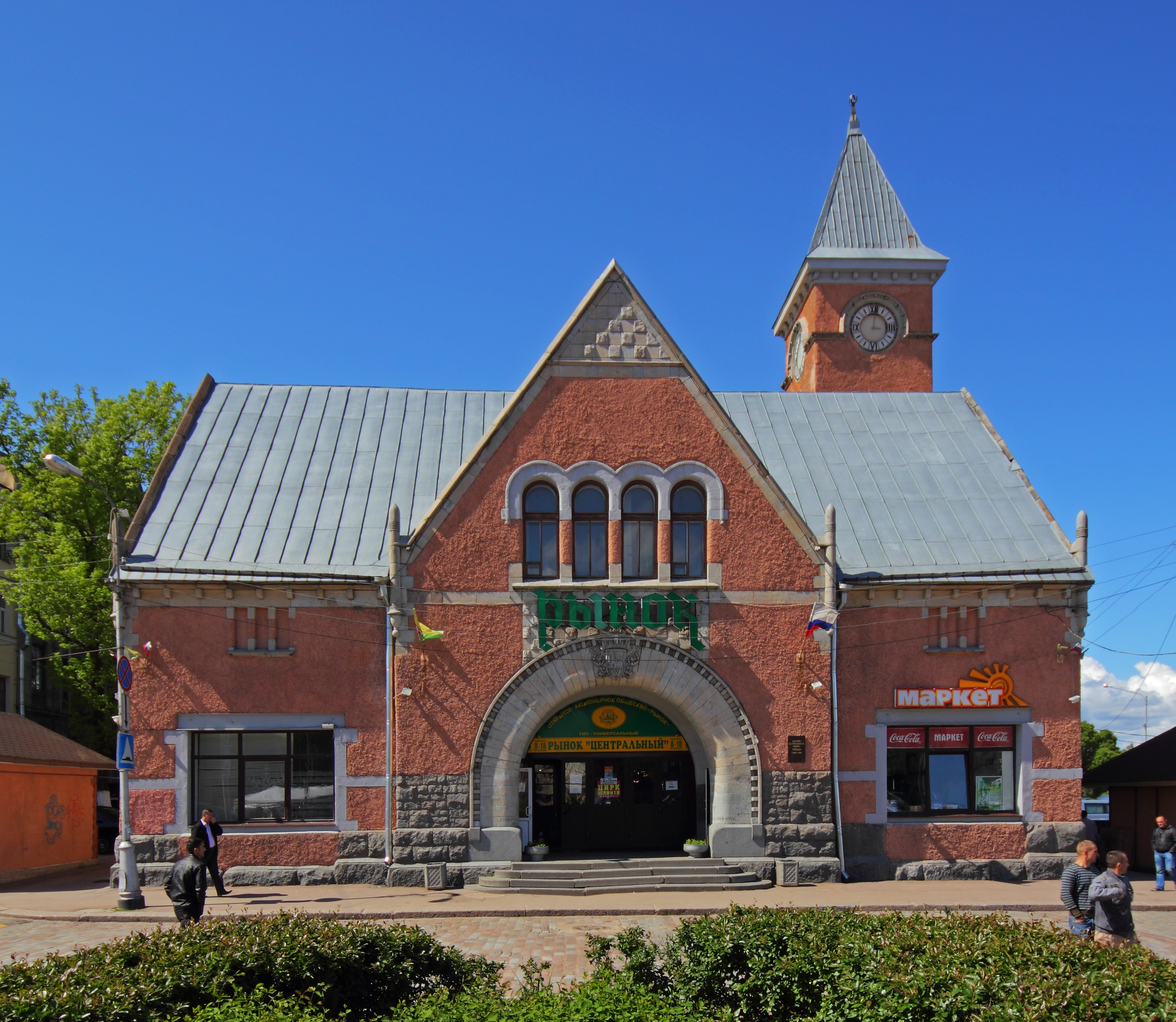
Выборгский рынок